# Plazma kugla
Plazma-kugla je prozirna staklena kugla ispunjena mješavinom plemenitih plinova pod niskim tlakom, u čijoj se sredini nalazi visokofrekventna i visokonaponska elektroda koja stvara krivudajuće plazmene niti.

## Opis
Plazma-kugla je obično ispunjena neonom, kriptonom i ksenonom pod tlakom nižim od 0,01 bar. Pri radu stvara električnu struju visoke frekvencije (oko 35 kHz) i visokog napona (2-5 kV). U prvim trenucima rada plazma slijedi električno polje, no zbog zagrijavanja uskoro dolazi do konvekcije niskotlačne plinske smjese i pomicanja plazmenih traka uvis
Kada stakleni balon dotakne električno vodljiv predmet poput ruke, mijenja se oblik električnog polja i formira se jedna nit koja povezuje središnju elektrodu i staklo. Plazma-kugla inducira električnu struju unutar svakog bliskog električno vodljivog predmeta jer se električno polje širi i kroz staklo i zrak, pri čemu balon ima ulogu dielektrika u električnom kondenzatoru.

## Moguće opasnosti
Visoki napon i visokofrekventno elektromagnetsko polje mogu oštetiti osjetljive mikroelektroničke uređaje. Rad kugle može ometati touchpad prijenosnog računala, mobilni telefon i slično. Iako su osrednje plazma kugle uzemljene, mogu stvoriti male iskre. S vanjske strane stakla stvaraju se vrlo male količine ozona koji je otrovan za sva živa bića. 

## Povijest
Plazma-kuglu je izumio i opisao Nikola Tesla u svom patentu U.S. Patent 0,514,170 (“Incandescent electric light”, 6. veljače 1894.). Napajao ju je visokofrekventnim strujama s Teslinog transformatora.
Suvremeni oblik dizajnirali su James Falk i Bill Parker s MIT-a 1970-ih godina.

## Primjena
Plazma-kugla se uglavnom koristi za demonstracijske pokuse iz fizike, te kao dekorativni predmet.